# Blanche Dufrêne
Pour les articles homonymes, voir Dufresne.
Blanche Alice Grolleron, dite Blanche Dufrêne, née le 5 juin 1874, boulevard Magenta à Paris 10e et morte le 12 mai 1919 au théâtre Sarah Bernhardt, est une actrice de théâtre française.

## Biographie
Blanche Grolleron est la fille de Paul Grolleron, peintre des armées et de Marie-Louise Daguet. Elle étudie au conservatoire de Paris. Elève de Gustave Worms, elle remporte un premier prix de comédie et un second prix de tragédie en 1891.
Elle débute à l'Odéon, le 9 novembre 1891, dans Rodogune, puis dans la Conspiration d'Amboise, de Louis Bouilhet où elle remplit le rôle de la baronne. Elle joue ensuite tour a tour les grands rôles tragiques du répertoire Andromaque, Phèdre, Macbeth… et ne tarde pas a y montrer de brillantes qualités. Au Grand-Théâtre, en 1892, elle crée Myrtane de Lysistrata et Gaud de Pêcheurs d'Islande en 1893. Elle joue dans Denise et Les Lionnes pauvres d'Émile Augier et Édouard Foussier, au théâtre Michel de Saint-Pétersbourg, lors de la saison d'hiver 1893-94. Victorien Sardou la choisit pour les représentations à la Porte-Saint-Martin, de Thermidor en 1896. Peu de temps après, elle entre à la Renaissance avec Sarah Bernhardt, qu'elle ne quitte plus. Elle joue auprès d'elle de nombreux rôles, la suit dans la plupart de ses tournées à l'étranger et la remplace même  en plusieurs circonstances. Après que Sarah Bernhardt eu pris la direction du théâtre de la place du Châtelet, en 1897, elle y crée La Ville Morte de Gabriele d'Annunzio, ensuite aux côtés de la grande tragédienne dans Gismonda, dans Adrienne Lecouvreur, dans L'Aiglon où elle crée la comtesse Camerata, dans Varennes ou elle est Madame de Rochereulles, Catarina dans Angelo, tyran de Padoue. Elle reprend plusieurs rôles de Sarah Bernardt, notamment la Dame aux Camélias, l'Aiglon, la Sorcière et Bohémos  de Miguel Zamacoïs. En 1915, lorsque est monté le drame en vers d'Auguste Villeroy, la Vierge de Lutèce, Blanche Dufrêne remporte dans le rôle de sainte Geneviève un succès que justifie son talent de tragédienne. En 1917, elle joue le rôle de Monique Felt dans une reprise de La Flambée d'Henri Kistemaecker à la Porte Saint-Martin.
Blanche Dufrêne, dépressive, se pend dans sa loge au théâtre Sarah Bernardt, à l'issue d'une répétition de Bohémos, le 12 mai 1919, avant de jouer le rôle de Marguerite Gautier dans la Dame aux Camélias où elle doublait depuis des années Sarah Bernhardt,,. Elle venait de tourner son premier film, Dans les Ténèbres réalisé par Théo Bergerat et qui sortira en salle un mois après sa mort. Elle est inhumée au cimetière des Batignolles où sa tombe est toujours visible (28e division).
Blanche Dufrêne est la mère de deux filles dont Alice Dufrêne,	actrice de théâtre et de cinéma. Sa nièce, Marthe Dufrêne est également actrice.

## Créations

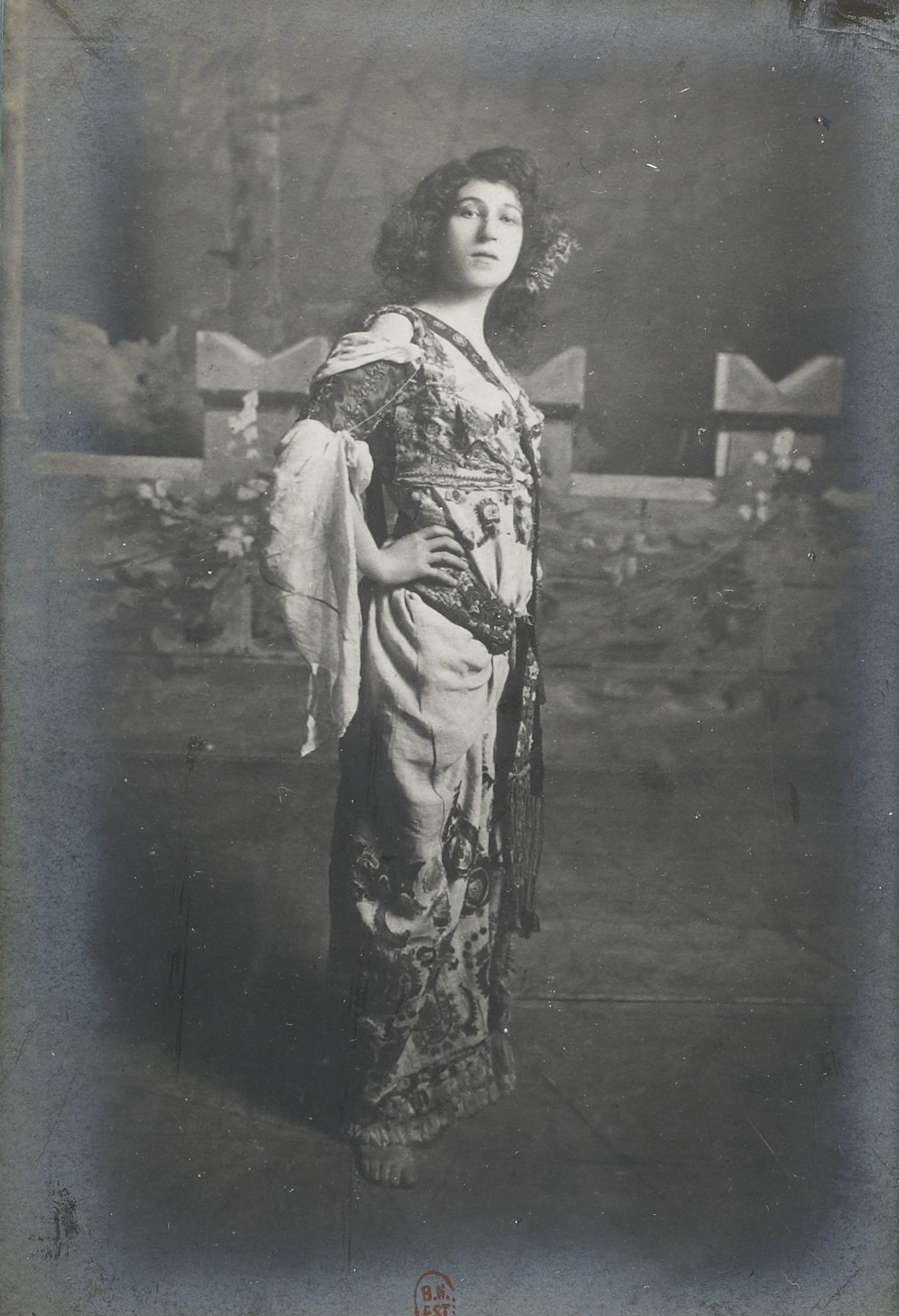
Blanche Dufrêne dans Sainte-Thérèse de Catulle Mendès

- 1892 : Lysistrata de Maurice Donnay, le 22 décembre au Grand Théâtre, Myrtale[10].
- 1893 : Pêcheur d'Islande de Pierre Loti et Louis Tiercelin, le 18 février, Grand Théâtre, Gaud[11].
- 1895 : Messire Duguesclin de Paul Déroulède, le 22 octobre, théâtre de la Porte Saint-Martin, Julienne[12],[13]
- 1896 : Thermidor de Victorien Sardou, le 2 mars, Théâtre de la Porte Saint-Martin, Fabienne Lecoulteux[14].
- 1897 : A la vie, à la mort ! de Pierre Denis, le 16 mars, au Grand Théâtre, Mme de Bonnemain[15].
- 1898 : La Ville morte de Gabriele D'Annunzio, le 21 janvier, au théâtre de la Renaissance, Blanche-Marie[16].
- 1900 : L’Aiglon, d’Edmond Rostand, 15 mars, théâtre Sarah-Bernhardt, la Comtesse Camerata[17].
- 1902 : Nini l’assommeur de Maurice Bernhardt, le 15 janvier, théâtre de la Porte Saint-Martin, Marthe d'Orza[18],[19].
- 1902 : Théroigne de Méricourt, de Paul Hervieu, 23 décembre, théâtre Sarah-Bernhardt, Marie-Antoinette.
- 1903 : La légende du cœur, de Jean Aicard, le 13 juillet au théâtre antique d'Orange, le 28 septembre, au théâtre Sarah-Bernhardt, Alice de Castelnau [20].
- 1903 : Jeanne Vedekind, de Félix Philippi, traduction Luigi Krauss, le 5 novembre, théâtre Sarah-Bernhardt, Dorothée[21].
- 1903 : La Sorcière de Victorien Sardou, le 15 décembre, théâtre Sarah-Bernhardt, Manuela[22].
- 1904 : Varennes d'Henri Lavedan et G. Lenotre, le 22 avril, théâtre Sarah-Bernhardt, Mme de Rochereul[23].
- 1905 : Angelo, tyran de Padoue de Victor Hugo, le 7 février, théâtre Sarah-Bernhardt, Catarina[24].
- 1906 : La Vierge d'Avila ou Sainte Thérèse de Catulle Mendès, 10 novembre, théâtre Sarah Bernhardt[25].
- 1913 : Marthe et Marie, d’Édouard Dujardin, le 6 janvier, Salle Berlioz à Paris
- 1913 : La Saignée de Lucien Descaves et Fernand Nozière, le 2 octobre, théâtre de l'Ambigu-Comique, Antonine[26],[27].